# Пошконис
Пошконис або Пашки (пол. Paszki) — село у Вільнюському повіті, розташоване за 14 кілометрів на південний схід від Шальчинінкая, Литва. За переписом 2011 року в Пошконисі проживало 129 осіб.

## Гідрографія
Селом протікає річка Гав'я.